# Новокурск (Красноярский край)
Новокурск — деревня в Шарыповском районе Красноярского края России. Входит в состав Новоалтатского сельсовета.

## География
Деревня расположена в 30 км к северу от районного центра Шарыпово на правом берегу реки Урюп.

## История
В 1886 году на правом берегу реки Урюп появилась деревня Новокурск. Первопоселенец её носил фамилию Решетов. Поэтому деревню именовали ещё Решетовкой.

## Население
| 2010 |
| ---- |
| 273  |

Гендерный состав
По данным Всероссийской переписи населения 2010 года 133 мужчины и 140 женщин из 273 чел.